# Azur (település)
Azur település Franciaországban, Landes megyében. Lakosainak száma 973 fő (2022. január 1.). Azur Léon, Messanges és Soustons községekkel határos.

## Népesség
A település népességének változása:
| Lakosok száma | 347  | 357  | 377  | 518  | 700  | 796  | 842  | 883  | 904  | 973  |
|               | 1968 | 1982 | 1990 | 2006 | 2013 | 2015 | 2017 | 2019 | 2020 | 2022 |